# Jack Graham (cầu thủ bóng đá, sinh 1868)
Jack Graham (1868 – 1932) là một cầu thủ bóng đá người Anh thi đấu ở Football League cho Aston Villa.